# Gmina Prairie Creek (Iowa)

Położenie Gminy Prairie Creek w hrabstwie Dubuque

Gmina Prairie Creek (ang. Prairie Creek Township) – gmina w USA, w stanie Iowa, w hrabstwie Dubuque. Według danych z 2000 roku gmina miała 629 mieszkańców, a jej powierzchnia wynosi 92,7 km².